# Aulus Postumi Albí Regil·lensis (tribú 381 aC)
|  | No s'ha de confondre amb Aulus Postumi Albí Regil·lensis. |

Aulus Postumi Albí Regil·lensis (llatí: Aulus Postumius Albinus Regillensis) va ser tribú amb potestat consolar l'any 381 aC. Pertanyia als Postumi Albí, una de les branques principals de la gens Postúmia, d'origen patrici.
L'any 381 aC va ser elegit tribú amb potestat consular amb Marc Furi Camil, Luci Lucreci Flavus Triciptí, Luci Postumi Albí Regil·lensis, Luci Furi Medul·lí i Marc Fabi Ambust.
Marc Furi Camil i Luci Furi Medul·lí van ser els encarregats de fer la guerra contra els volscs que havien ocupat Sàtricum, cosa que va provocar una posterior declaració de guerra contra la ciutat aliada de Túsculum.